# 新巴甫利夫卡 (弗拉季伊夫卡市鎮)
47°39′41″N 30°33′13″E / 47.66139°N 30.55361°E
新巴甫利夫卡（烏克蘭語：Новопавлівка）是位於烏克蘭南部的村莊，由尼古拉耶夫州五一城區的弗拉季伊夫卡市鎮負責管轄。該村始建於1787年，面積1.72平方公里，海拔高度61米，2001年人口918，人口密度每平方公里533.7人。